# Amphipyra conjuncta
Amphipyra conjuncta är en fjärilsart som beskrevs av Barend J. Lempke 1949. Amphipyra conjuncta ingår i släktet Amphipyra och familjen nattflyn. Inga underarter finns listade i Catalogue of Life.